# کتابخانه آکادمی فیلیپس اکستر

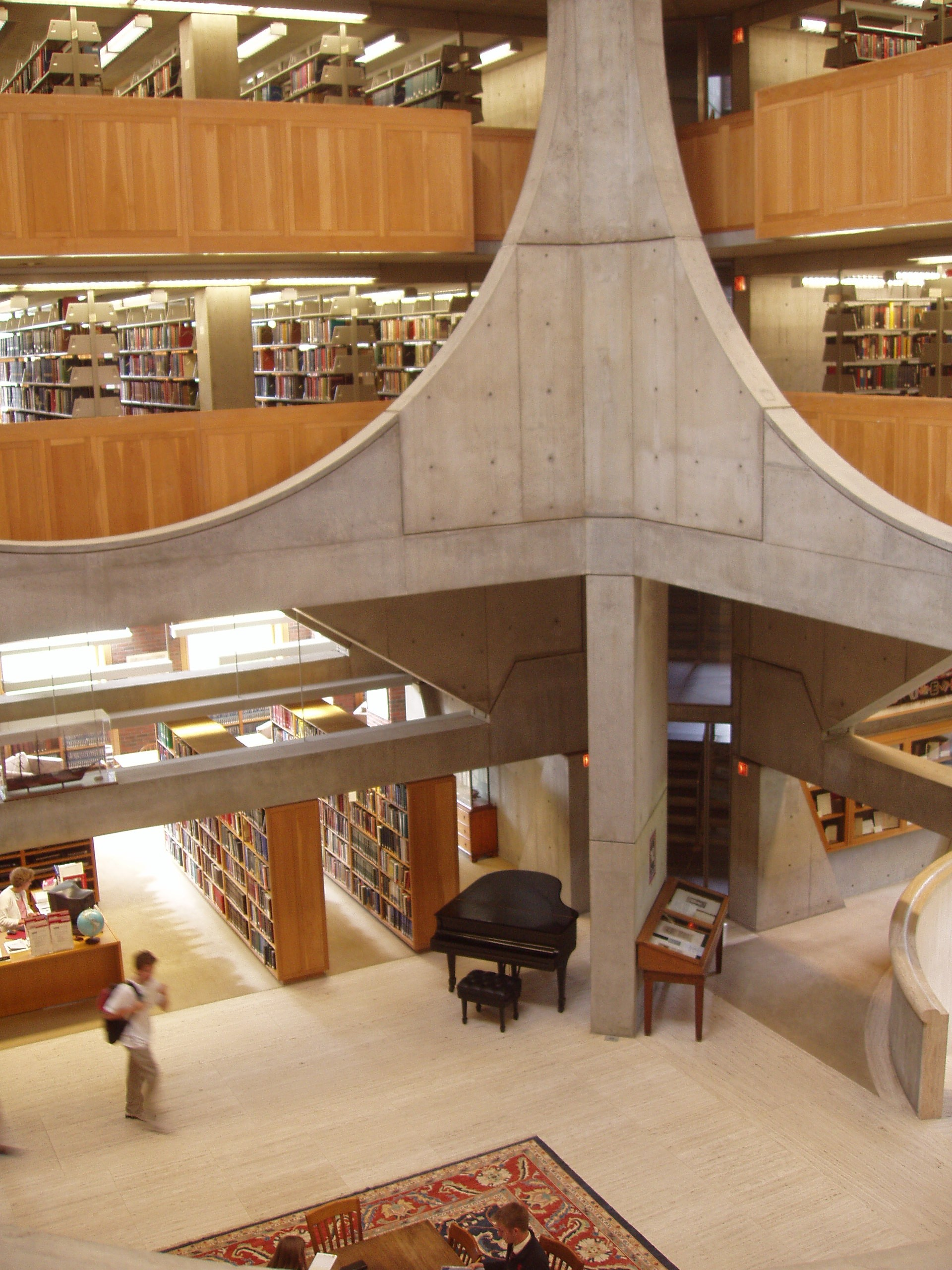

کتابخانه آکادمی فیلیپس اکستر (Phillips Exeter Academy Library) تأسیس ۱۸۳۳ میلادی نام کتابخانه دبیرستان آکادمی فیلیپس اکسیتر در ایالت نیوهمپشایر است.
دیوید رینهرت همکار لویی کان می‌گوید طراحی هر مکانی برای کان همسان با طراحی یک معبد مذهبی است و آکادمی فیلیپس نیز برای کان به مثابه معبدی برای برای آموختن
(علاوه بر خلوص حجمی و سلسله مراتب دسترسی به فضای اصلی کتابخانه موید این ادعاست. ورودی بنا هم سطح زمین است و مخاطب به فضایی با سقف کوتاه وارد می‌شود بی آنکه تصوری از ساختار فضایی بنا را متصور شود. آنگاه دو پلکان منحنی شکل بتنی وی را به طبقهٔ بالا راهنمایی می‌کنند. آنجا شخص خود را در آتریومی عظیم می‌یابد که تمامی اضلاع آن را قفسه‌های کتاب پوشانده است و نور طبیعی از سقف به درون و جداره‌های آتریوم می‌تابد)۲(مجموعه عملکردهای معماری جلد هفتم)
این کتابخانه بزرگ‌ترین کتابخانه در مقطع دبیرستان در جهان (از لحاظ حجم و دارایی) است.
معماری بنای کنونی که در ۱۹۶۵ تکمیل شد از آن لوییس کان است.